# Fritz von Hennigs
Fritz von Hennigs, eigentlich Friedrich Ernst Paridam von Hennigs, (* 6. September 1863 in Techlin; † 17. November 1919 in Rostock), Major, Rittergutsbesitzer auf Techlin und Mitglied des Preußischen Abgeordnetenhauses.

## Kindheit, Bildungsweg und Leben
Fritz von Hennigs wurde als elftes von dreizehn Kindern des Rittergutsbesitzers und Oberstleutnants Hermann Carl von Hennigs und seiner Gemahlin Ernestine, geb. von dem Knesebeck aus dem Haus Langenapel geboren.

### Familie
Fritz von Hennigs heiratete am 25. Januar 1895 Hedwig, geb. von Restorff-Radegast (* 24. Januar 1872; † 11. Juni 1922). Das Paar hatte sieben Kinder. Seine Schwestern sind u. a. Ingeborg von Hennigs, (1867–1944), die Diakonisse sowie Schriftstellerin war, und Terese von Hennigs, die gemeinsam mit Fritz und Ingeborg die Gründer der Evangelischen Heilandsgemeinschaft in Berlin waren. Seine Schwester Susanne (1851–1916) hatte in Techlin den Gutsbesitzer Lothar von dem Knesebeck-Löwenbruch und die Schwester Jenny (1848–1921) den Offizier Wilhelm von dem Knesebeck (1841–1935) geheiratet. Beide Schwäger trugen zuletzt den Dienstrang Generalleutnant.

### Ausbildung
Nach erfolgter Erziehung auf dem Gutshof in Techlin durch Hauslehrer besuchte er ab Mai 1875 zur gymnasialen Ausbildung das Potsdamer Kadettenkorps, von wo er zeitweilig an den preußischen Königshof abgeordnet wurde. Er wurde am 15. April 1882 zum Leutnant ernannt und trat bei dem Dragoner-Regiment Nr. 16 in Lüneburg ein. Im Jahr 1886 wurde er zur Eskadron des Rittmeisters Bernhard von Hindenburg abgeordnet. Im Herbst 1889 wurde Fritz von Hennigs zum Ordonnanzoffizier von Wilhelm II. bei dem Kaisermanöver des 10. und 7. Korps zugewiesen. Nach dem Tod seines Vaters im Jahr 1890 schied er aus dem aktiven Dienst aus, um sich um das Rittergut Techlin zu kümmern. Er machte eine landwirtschaftliche Ausbildung.

### Reit- und Rennsport
Fritz von Hennigs war ein begeisterter Reiter. Von dem Jahr 1884 bis 1888 gewann er neun Mal in Reihe jedes Regimentsrennen, davon fünf Mal die Chargen-Pferd-Rennen hintereinander. Ebenso gewann er den begehrten Wanderpokal der Stadt Lüneburg in den Jahren 1885 bis 1887 und durfte nach dem 3. Sieg diesen behalten.

### Militär und Erster Weltkrieg
Fritz von Hennigs nahm am Ersten Weltkrieg teil und bekam am 27. Januar 1915 das Eiserne Kreuz I. Klasse verliehen. Zum Major befördert, wurde Fritz von Hennigs am 20. November 1915 Kommandeur des 14. Ulanen-Regiments St. Avold der 34. Division.
Da er während des Krieges weiterhin Mitglied des Abgeordnetenhauses war, unterbrach er seinen Fronteinsatz zur Teilnahme an Sitzungen in Berlin.

### Politik
Er wurde zunächst Amtsvorsteher in Deyelsdorf, später Kreisdeputierter im Landkreis Grimmen, dann Mitglied des Provinziallandtages der Provinz Pommern und wurde schließlich für den Regierungsbezirk Stralsund (Wahlkreis 2: Grimmen-Greifswald) in das Preußische Abgeordnetenhaus gewählt, dem er von 1905 bis 1918 angehörte. Nach der Auflösung des Abgeordnetenhauses übernahm er 1919 bis zu seinem Tod kommissarisch die Rolle des Landrates des Landkreises Grimmen.

### Unternehmensaktivitäten
Fritz von Hennigs bewirtschaftete das Rittergut Techlin und war im Vorstand der Zuckerfabrik Stralsund und der Molkerei in Tribsees.

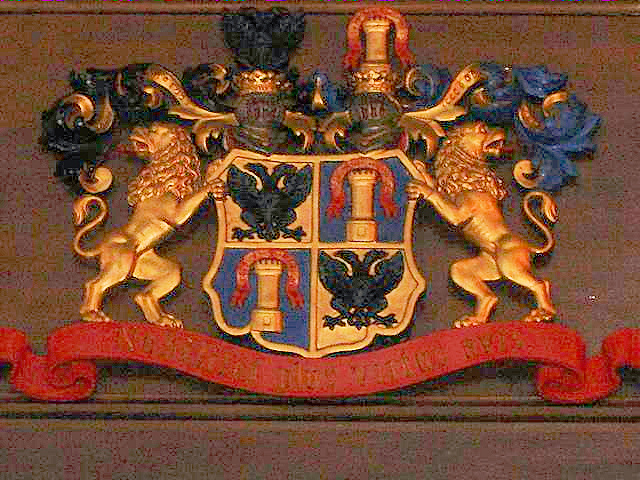
Thomaskirche Tribsees: Wappen der Ritter von Hennigs in der Patronatsloge

### Kirche
Fritz von Hennigs war als Herr auf Techlin zugleich auch Patronatsherr der Thomaskirche zu Tribsees, Mitglied der Kreissynode der evangelischen Kirche und dort u. a. 16 Jahre im Synodalvorstand. Fritz war gemeinsam mit seinen Schwestern Ingeborg und Therese Teil der Gemeinschaftsbewegung des späten 19. Jahrhunderts.
Er war Vorsitzender der sog. Positiven Union, einer in Preußen verbreiteten religiösen Bewegung am Ende des 19. Jahrhunderts, und Ehrenritter des Johanniterordens.

## Eisenbahninitiative
Auch die Initiative, eine Eisenbahn in Vorpommern zu errichten und die vorpommerschen Dörfer besser anzuschließen, wurde von Fritz von Hennigs unterstützt. Dieses war auch getragen von dem Gedanken, die Zuckerfabrik in Stralsund, in deren Vorstand er war, mit genug Zuckerrüben zu versorgen und den örtlichen Landwirten eine gute Verkaufsmöglichkeit für Zuckerrüben zu schaffen.
Als Abgeordneter war er Mitglied des Landes-Eisenbahn-Rates. Er war Teil einer Kommission in der Region, welche gemeinsam mit den Herren von Rodbertus (aus Katzenow), von Bahswitz (aus Rekentin), Eggerhs (aus Landsdorf) und Bürgermeister Ewe aus Tribsees tätig wurde. Schwierig war nicht nur die Unterstützung, sondern auch die Finanzierung zu finden. Fritz von Hennigs stellte dabei u. a. Land für den Bau des Bahnhofs zur Verfügung, der dann später Stremlow genannt wurde, obwohl er in der Techliner Gemarkung lag. Er wurde weiterhin – um die Finanzierung dieses Projektes zu sichern – mit 10.000 Mark Gesellschafter dieser Eisenbahnlinie. Am 8. Mai 1895 erteilte Wilhelm II. in seiner Funktion als König von Preußen dann die Konzessionsurkunde, am 19. November 1896 erfolgte dann die Abnahme und Inbetriebnahme der Bahnstrecke Greifswald–Grimmen–Tribsees.

## Orden und Auszeichnungen
- Kronenorden durch persönliche Übergabe von Wilhelm II.
- Eiserne Kreuz I. Klasse.
- Ehrenritterkreuz des Johanniterordens.

## Genealogie
- Gothaisches Genealogisches Taschenbuch der Briefadeligen Häuser 1911, 5. Jahrgang, Justus Perthes, Gotha 1910, S. 400. Digitalisat
- Gothaisches Genealogisches Taschenbuch der Adeligen Häuser. Teil B (Briefadel) 1940. Zugleich Adelsmatrikel der Deutschen Adelsgenossenschaft, 32. Jg., Justus Perthes, Gotha Oktober 1939, S. 245 f. (Redaktion und Druck jeweils im Vorjahr). Siehe: FamilySearch (Kostenfrei).